# Рундквист, Томас
Томас Рундквист (швед. Thomas Rundqvist; род. 4 мая 1960, Виммербю) — шведский хоккеист, нападающий. Участник восьми чемпионатов мира (1982, 1983, 1986, 1987, 1989, 1990, 1991, 1993), трёх Олимпиад (1984, 1988, 1992), двух Кубков Канады (1987, 1991).

## Награды и достижения
- Чемпион мира (1987, 1991)
- Серебряный призёр чемпионата мира и Европы (1982, 1986)
- Серебряный призер чемпионата мира (1990, 1993)
- Бронзовый призер чемпионата Европы (1983)
- Бронзовый призёр Олимпийских игр (1984, 1988)
- Обладатель Кубка Колдера (чемпион АХЛ) (1985)
- Чемпион Швеции (1981, 1986, 1988)
- Серебряный призёр чемпионата Швеции (1983, 1987, 1990, 1991)
- Лучший игрок чемпионата Швеции (приз «Золотая шайба») (1991)
- Чемпион Австрии (1994, 1995, 1996, 1997, 1998)
- Чемпион хоккейной Евролиги (1998)
- Бронзовый призёр молодёжного чемпионата мира (1980)
- Бронзовый призёр чемпионата Европы среди юниоров (1978)
- Член зала славы ИИХФ (с 2007 г.)